# Дог-серфінг

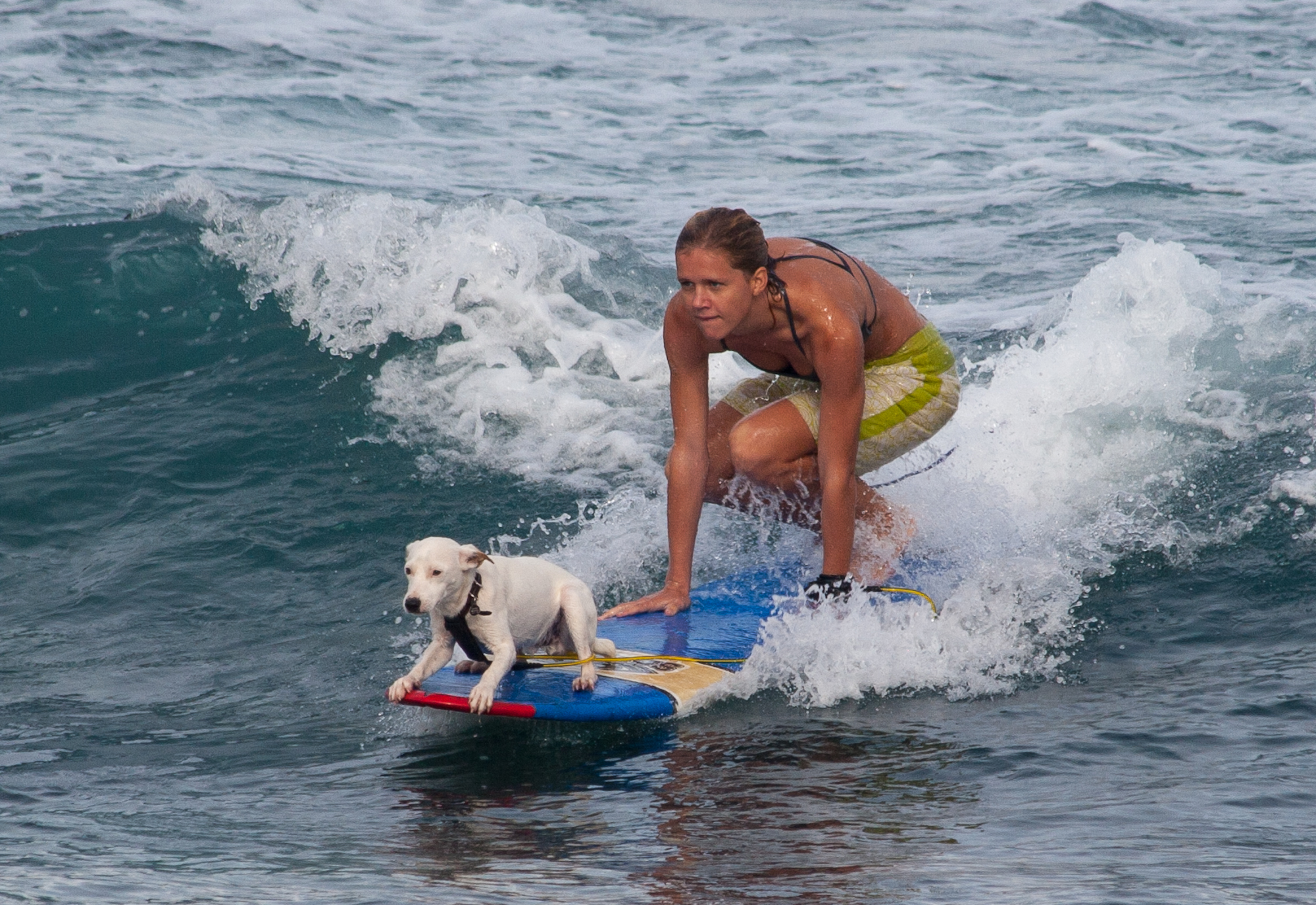
Собака разом з людиною серфінгує на Гаваях.

Дог-серфінг — діяльність, що включає собак, які натреновані серфінгувати на серфінгових дошках, скімбордах, віндсерфінгових дошках або за допомогою тіла. Історично, собаки, що займаються серфінгом, були задокументовані ще у 1920-х роках в Сполучених Штатах Америки. Змагання та виставки серфінгістських собак з'явилися у багатьох місцях Америки, таких як Дель Мар, Каліфорнія, Імперіал Біч, Каліфорнія та Юпітер, Флорида.